# Hello! The Good-Bye
『Hello! The Good-Bye』は、1984年1月21日にビクター音楽産業から発売された、THE GOOD-BYE初のアルバム。

## 解説
- 『気まぐれOne Way Boy』『涙のティーンエイジ・ブルース』のシングル曲は全てアルバムバージョンとして収録。
- LPレコードには歌詞カードの他に、野村義男による全曲ライナーノーツとメンバー全員列記の挨拶文が封入。

## 収録曲

### オリジナル盤
- SIDE A

1. TAKE OFF [3:12]
作詞・作曲：THE GOOD-BYE／編曲：THE GOOD-BYE・野口久和
  - 当初「赤いポルシェ」の曲名で演奏されていた。
  - メンバー全員で作った初めての楽曲。
2. 涙のティーンエイジ・ブルース（VersionII） [3:38]
作詞：橋本淳／作曲：THE GOOD-BYE／編曲：THE GOOD-BYE・野口久和
3. グローイングアップ・デイズ [3:35]
作詞・作曲：曾我泰久／編曲：THE GOOD-BYE
4. 昨日まではFunny Boy [2:33]
作詞・作曲：加賀八郎／編曲：THE GOOD-BYE／ブラスアレンジ：新田一郎
5. めちゃめちゃロックンロール　（Version II） [4:38]
作詞・作曲：竹中尚人／編曲：THE GOOD-BYE
  - 野村義男ソロ・アルバム『待たせてSorry』収録曲のTHE GOOD-BYEバンドバージョン。
  - 竹中尚人はCharの本名。

- SIDE B

1. 気まぐれOne Way Boy（VersionII） [3:03]
作詞：橋本淳／作曲：山本寛太郎／編曲：THE GOOD-BYE・野口久和
  - シングルとは異なる、TV出演時のアレンジでレコーディングしたバージョン。
2. イマジネーション・ブルー [3:56]
作詞・作曲：曾我泰久／編曲：THE GOOD-BYE
3. Shock Me! [2:31]
作詞・作曲：野村義男／編曲：THE GOOD-BYE
  - 野村がジミ・ヘンドリックスに捧げる想いで作った楽曲。
  - 間奏のギター・レコーディング時はスタジオの照明を全部消した中で演奏した。
4. 想い出のLONG VACATION [4:05]
作詞・作曲・編曲：THE GOOD-BYE／ストリングスアレンジ：新田一郎
  - 大瀧詠一のアルバム『A LONG VACATION』をモチーフにした楽曲。
  - 曽我はレコーディングの際、譜面台に同アルバムのLPジャケットを載せて歌入れを行った。
5. 愛 See Tight [3:01]
作詞・作曲：野村義男／編曲：THE GOOD-BYE／ブラスアレンジ：新田一郎
  - 衛藤唯一のリード・ボーカル曲。
6. Good-Byeのテーマ [4:15]
作詞：野村義男／作曲：曾我泰久／編曲：THE GOOD-BYE／ストリングスアレンジ：新田一郎
  - ジャニー喜多川からこの楽曲の詞のテーマをもらい野村と曽我で作り上げた楽曲。
7. エピローグ（Hello Goodbye） [0:35]  
作詞・作曲：レノン＝マッカートニー／編曲：THE GOOD-BYE
  - 以前からやってみたかったと思っていた、ビートルズのカバー。

### CD リマスター盤
- 2004年9月22日発売。
- エピローグ（Hello Goodbye）以降前述の通り、未発表曲も含むボーナストラックとして新たに10曲収録された。

1. TAKE OFF
2. 涙のティーンエイジ・ブルース（VersionII）
3. グローイングアップ・デイズ
4. 昨日まではFunny Boy
5. めちゃめちゃロックンロール　（Version II）
6. 気まぐれOne Way Boy（VersionII）
7. イマジネーション・ブルー
8. Shock Me!
9. 想い出のLONG VACATION
10. 愛 See Tight
11. Good-Byeのテーマ
12. エピローグ（Hello Goodbye）
13. Dance×3 [1:57]
14. 二人だけのクリスマス [2:50]
15. Misty Night [3:09]
16. Summer Time ダンディー [3:50]
17. Hello Good Bye (Long Version)  [1:39]
18. 赤いポルシェ（TAKE OFF） [3:01]
19. 愛 See Tight（オケカラ Version） [3:03]
20. 愛 See Tight（Version I） [3:12]
21. グッバイのテーマ（Version I） [4:23]
22. 愛See Tight <DEMO> [2:45]
  - 野村義男所有のカセットテープより収録